# Scoloplos rubra
Scoloplos rubra is een borstelworm uit de familie Orbiniidae. De wetenschappelijke naam van de soort werd in 1879 gepubliceerd door Harrison Edwin Webster.